# Czartówka
Czartówka, również Wróblina – struga w północnej części województwa łódzkiego, lewy dopływ Bzury o długości 12,58 km.
Czartówka bierze swój początek w północno-zachodniej części powiatu zgierskiego skąd biegnie na północ. Odwadnia wschodnią część gminy Łęczyca wykorzystując, łączącą doliny Bzury i Neru, odnogę Pradoliny Warszawsko – Berlińskiej. W mieście Łęczyca przepływa przez, będące pozostałością działalności górniczej, zalewy (Zalew Miejski) i uchodzi do rzeki Bzury. Brak jest dokładnych danych na temat długości cieku i powierzchni zlewni.
Mimo niewielkich rozmiarów Czartówka wylewa podczas ulewnych deszczy lub wiosennych roztopów podtapiając położone w jej pobliżu tereny.